# Ernesto Labarthe
Ernesto Enrique Labarthe Flores (Lima, 2 de juny de 1956) és un exfutbolista peruà de la dècada de 1970.
Va formar part de l'equip peruà a la Copa del Món de 1978.
Pel que fa a clubs, defensà els colors de Sport Boys, Monterrey i Palestino.